# Grabill
La ville de Grabill est située dans le comté d’Allen, dans l’État de l'Indiana, aux États-Unis. Sa population s’élevait à 1 053 habitants lors du recensement de 2010, estimée à 1 106 habitants en 2016.

## Histoire
Un bureau de poste a été établi à Grabill en 1902.
Grabill a été fondée quand le chemin de fer, le Wabash Railroad, a été prolongé jusqu’à ce lieu. Grabill a été nommée d’après son premier maître de poste, Joseph A. Grabill.

## Source
- (en) Cet article est partiellement ou en totalité issu de l’article de Wikipédia en anglais intitulé « Grabill, Indiana » (voir la liste des auteurs).

1. ↑  « Allen County », Jim Forte Postal History (consulté le 26 août 2014)
2. ↑  Bert Joseph Griswold et Mrs. Samuel R. Taylor, The Pictorial History of Fort Wayne, Indiana : A Review of Two Centuries of Occupation of the Region about the Head of the Maumee River, Robert O. Law Company, 1917 (lire en ligne), p. 664
3. ↑  Ronald L. Baker, From Needmore to Prosperity : Hoosier Place Names in Folklore and History, Indiana University Press, octobre 1995, 371 p. (ISBN 978-0-253-32866-3, lire en ligne), p. 148
« This town was named for Joseph A. Grabill... »